# Elecciones generales de España de 1901
Las Elecciones Generales de 19 de mayo de 1901 en España fueron convocadas en la minoría de edad de Alfonso XIII, siendo regente su madre María Cristina de Habsburgo-Lorena. Su base legal fue la Constitución española de 1876, vigente hasta 1923 en la conocida como Restauración borbónica en España.
Como sucedió en todas las elecciones durante la restauración borbónica en España en estas el resultado estuvo determinado de antemano («encasillado») gracias al sistemático fraude electoral realizado mediante la red caciquil extendida por todo el territorio. En estas elecciones, como en el resto, el gobierno que las convocó las ganó, ya que en el régimen político de la Restauración los gobiernos cambiaban antes de las elecciones y no después como sucedía en los regímenes parlamentarios (no fraudulentos).

## Antecedentes
En base al Pacto de El Pardo de 24 de noviembre de 1885 queda instituido el sistema de turnos pacíficos en ejercicio del poder entre liberales y conservadores, que consolidó la Restauración hasta finales del siglo XIX y principios del XX.
El 26 de junio de 1890 el gobierno liberal-fusionista reimplanta oficialmente el sufragio universal (masculino) en la sistema electoral.
El 17 de noviembre de 1900 María Cristina de Habsburgo-Lorena autorizaba el matrimonio de la princesa de Asturias, María de las Mercedes de Borbón y Habsburgo-Lorena, con Carlos de Borbón-Dos Sicilias, de tendencia carlista. Esta decisión provoca graves disturbios en Madrid a principios del mes de febrero y provoca la caída del gobierno de Silvela. El gobierno de Marcelo Azcárraga se encarga de la situación, aunque que se verá obligado a declarar el "Estado de guerra" en la capital con motivo de los disturbios.
El 2 de marzo de 1901 cesa Marcelo Azcárraga Palmero como Presidente del Consejo de Ministros, ocupando su puesto nuevamente Sagasta.

## Características
El 25 de abril de 1901 siguiendo el proceso de normalización conforme a lo pactado entre las principales fuerzas políticas, se procedió a la disolución de las Cámaras y a la convocatoria de elecciones legislativas.

## Resultados
Desconocemos los datos de la abstención y como era costumbre de la época se presupone una ostensible manipulación, con una victoria aplastante de los liberales dinásticos, obteniendo la necesaria mayoría para el ejercicio del gobierno: 233 escaños. 
| Fracción                  | Diputados |
| ------------------------- | --------- |
| Liberales y ministeriales | 233       |
| Conservadores             | 79        |
| Independientes            | 28        |
| Republicanos              | 19        |
| Gamacistas                | 12        |
| Romeristas                | 8         |
| Carlistas e integristas   | 7         |
| Regionalistas             | 6         |
| No identificados          | 9         |

## Final de la Regencia
El 17 de mayo de 1902, al cumplir los 16 años de edad, Alfonso XIII fue declarado mayor de edad y asumió las funciones constitucionales de Jefe de Estado.